# Nadel-Blasssporrübling
Der Nadel-Blasssporrübling (Paragymnopus perforans, syn. Gymnopus perforans, Marasmiellus perforans, Micromphale perforans) ist eine Pilzart aus der Familie der Omphalotaceae und die Typusart der Gattung Paragymnopus. Er wird auch Nadel-Schwindling, Nadel-Zwergschwindling oder Nadel-Stinkschwindling genannt. Der kleine, unscheinbare, schwindlingartige Pilz, der häufig scharenweise in der Nadelstreu von Fichtenwäldern wächst, zeichnet sich in erster Linie durch seinen widerlichen, an faulenden Kohl erinnernden Geruch aus.

## Merkmale

### Makroskopische Merkmale
Der 0,5–1,5 cm breite, jung gewölbte, doch schon bald abgeflachte Hut ist in der Mitte leicht vertieft oder andeutungsweise genabelt. Die Hutoberfläche ist über die ganze Länge radial runzelig gefurcht. Trocken ist der Hut weißlich bis beigefarben, bei Feuchtigkeit fleischbräunlich.
Die am Stiel angewachsen bis schmal angehefteten Lamellen sind weißlich bis hellbeige und stehen sehr entfernt. Sie sind untermischt oder teilweise verkümmert, sodass sie nicht den Stiel erreichen, bisweilen können sie aber auch leicht daran herablaufen. Das inamyloide Sporenpulver ist weiß. Der 2–4 cm lange Stiel ist schwarzbräunlich, an der Spitze etwas heller und über die ganze Länge fein bereift oder flockig. Er ist 1–1,5 mm breit, stielrund, innen hohl, elastisch und von fast hornartiger Konsistenz. Meist sitzt der Stiel einer einzigen Fichtennadel auf.
Das Fleisch ist im Hut gelatinös, was man bei einem Längsschnitt durch den Hut mit der Lupe gut erkennen kann. Der Geruch ist unangenehm und erinnert an faulenden Kohl. Zudem hat er auch eine knoblauchartige Komponente. Der unangenehme Geruch kann beim Trocknen vollständig verschwinden. Der Geschmack ist mild.

### Mikroskopische Merkmale
Die elliptischen-tropfenförmigen Sporen sind 5–8 µm lang und 3–3,5 µm breit. Die Huthaut besteht aus liegenden, inkrustierten Hyphen mit koralloiden Auswüchsen (sogenannte Rameales-Struktur; die Eigenschaft, koralloide Auswüchse zu zeigen wird auch als divertikulat bezeichnet). Die Hyphen sind in eine Schleimmatrix eingelagert und die dicken Zellwände quellen hier gelatinös auf, sodass sie unter dem Mikroskop nicht scharf abgebildet werden. Der Hutdeckschichttyp ist eine dünne Ixocutis.

## Artabgrenzung
Der Nadel-Blasssporrübling ist vor allem durch seinen Standort gekennzeichnet. Der Rosshaar-Schwindling (Gymnopus androsaceus) kann leicht mit ihm verwechselt werden, da er das gleiche Substrat besiedeln kann. Er hat einen mehr fleischbräunlichen Hut und ist zudem geruchlos. Sein Stiel meist noch erheblich dünner als der des Nadel-Blasssporrübling.
Der Halsband-Schwindling (Marasmius rotula) wächst an Laubholzästchen. Seine Lamellen sind zu einem Collar zusammengewachsen und erreichen so nicht den Stiel.

## Ökologie
Der Pilz lebt saprobiontisch in der Nadelstreu von Nadelwäldern. Er ist eine Charakterart der heimischen bodensauren Fichten-Weißtannen-Wälder und Fichten- und Kiefern-Moorwälder. Unter Fichten kann man den Pilz aber auch in anderen Waldgesellschaften finden. In erster Linie dienen Fichtennadeln als Substrat, der Pilz kann aber auch auf Tannennadeln und seltener auf Kiefernnadeln wachsen.
Die Fruchtkörper erscheinen von Juni bis November. Sie wachsen häufig gesellig bis rasig. Man kann den häufigen Pilz vom Hügel- bis ins höhere Bergland finden. Im Flachland ist er recht selten.

## Verbreitung

Verbreitung des Nadel-Schwindlings in Europa. Grün eingefärbt sind Länder, in denen der Pilz nachgewiesen wurde. Weiß dargestellt sind Länder, in denen der Pilz bisher nicht nachgewiesen werden konnte. Grau dargestellt sind Länder ohne Quellen oder Länder außerhalb Europas.

Der Nadel-Blasssporrübling ist eine holarktische Art, die in Nordasien (Kleinasien, Kaukasus, Japan), Nordamerika (USA) und Europa vorkommt. In Europa reicht das Verbreitungsgebiet von der meridionalen bis borealen Klimazone, sodass der Pilz in nahezu ganz Europa verbreitet ist. Im Süden findet man ihn von Spanien, über Italien bis nach Rumänien. Im Norden kommt der Pilz in ganz Fennoskandinavien vor. In Norwegen reicht das Verbreitungsgebiet bis zum Polarkreis, in Finnland bis zum 70. Breitengrad. Der Pilz ist ebenso in Osteuropa verbreitet, wo man ihn in Estland, Lettland und der Ukraine findet. In Deutschland kommt der Nadel-Blasssporrübling von der dänischen Grenze bis weit in die Alpen hinein vor. In Nadelwaldgebieten ist die Art in Deutschland und Österreich sehr häufig.

## Systematik
Der Nadel-Schwindling wurde in der Vergangenheit mehreren Gattungen zugeordnet. So wurden Pilze mit schwindlingsartigen Fruchtkörpern, die einen Geruch nach fauligem Kohl oder fauligem Lauch aufweisen, in der Gattung Stinkschwindlinge (Micromphale) platziert. Die Gattung der Stinkschwindlinge erwies sich aber als polyphyletisch und alle Mitglieder wurden unterschiedlichen Gattungen zugeordnet, sodass die Gattung der Stinkschwindlinge obsolet wurde. Hierbei wurde der Nadel-Schwindling der Gattung der Blasssporrüblinge (Gymnopus) zugeordnet. Es hat sich aber herausgestellt, dass auch die Gattung der Blasssporrüblinge polyphyletisch ist und in mehrere Gattungen zerteilt werden muss. Aktuell wurde daher der Nadel-Schwindling aus der Gattung der Blasssporrüblinge wieder herausgenommen und in eine eigene Gattung Paragymnopus gestellt. Als Typus der Gattung steht der Nadel-Schwindling in der Sektion Paragmynopus sect. Paragymnopus, nachdem mit Paragymnopus sect. Pinophili eine weitere Sektion dieser neuen Gattung definiert wurde.
Die Gattung Paragymnopus ist trotz der makroskopischen Ähnlichkeit ihrer Vertreter mit Schwindlingen im engen Sinn (Gattung Marasmius) kein Teil der Schwindlingsverwandten (Marasmiaceae), sondern ist als Mitglied der Familie der Omphalotaceae näher mit den Ölbaumpilzen (Gattung Omphalotus) verwandt.

## Bedeutung
Der Nadel-Blasssporrübling ist kein Speisepilz. Er ist zu klein und dünnfleischig, als dass sich ein Sammeln lohnen würde, außerdem lädt der widerliche Geruch kaum zum Verzehr ein.